# 돈 드라이즈데일
도널드 스콧 드라이즈데일(Donald Scott Drysdale, 1936년 7월 23일 ~ 1993년 7월 3일)은 미국의 전 프로 야구 선수이자 스포츠 방송 진행자이다. 메이저 리그 베이스볼(MLB)에서의 선수 경력 전체를 오직 브루클린/로스앤젤레스 다저스 소속으로만 뛴 우완 투수였다. 1984년 미국 야구 명예의 전당에 헌액되었다.
1962년에 사이 영 상을 수상하였으며, 1968년에는 6경기 연속 완봉 및 58+2⁄3 이닝 연속 무실점을 기록했다.
1950년대 후반부터 1960년대 중반에 이르기까지 리그를 지배한 투수들 중 하나였으며, 6 피트 5 인치 (1.96 m)의 키에 타자 몸쪽으로 공을 던지는 것을 두려워하지 않았다. 은퇴 후에는 라디오와 텔레비전에서 스포츠 해설가로 활동했다.